# Sniper (film, 1931)
Pour les articles homonymes, voir Sniper (homonymie).
Pour plus de détails, voir Fiche technique et Distribution.
Sniper (russe : Снайпер; Snayper) est un film dramatique de guerre soviétique de 1931 réalisé et écrit par Semion Alekseïevitch Timochenko,.

## Synopsis
Le film commence pendant la Première Guerre mondiale. Un ancien métallurgiste se rend en France au sein du corps expéditionnaire russe et y tue un tireur d'élite allemand. En examinant les documents du tireur d'élite, il apprend que le mort travaillait également dans une usine métallurgique, ce qui lui fait comprendre la nécessité d'une solidarité entre les travailleurs. Après la guerre, retour dans son pays natal - en Russie, où il est employé comme chef de brigade au dépôt du poste frontière ferroviaire. Soudain, un groupe de bandits a attaqué la gare. En se défendant ainsi que la station, le protagoniste tue le chef du gang, qui s'avère être son ancien commandant.

## Distribution
| Acteur           | Personage         | Détails              |
| ---------------- | ----------------- | -------------------- |
| Piotr Sobolevsky | Le Soldat         | Le sniper russe      |
| Boris Shlikhting | Le Capitaine      | Officier tsariste    |
| Piotr Kirillov   | Sniper allemand   | Tué au début du film |
| Vladimir Gardine | Colonel           |                      |
| Emil Gal         | Officier français |                      |
| Piotr Pirogov    | Ouvrier           |                      |
| Leonid Kmit      | Ouvrier Viktor    |                      |